# Anthony Charteau
Anthony Charteau (Nantes, 4 giugno 1979) è un ex ciclista su strada francese, professionista dal 2001 al 2013.

## Carriera

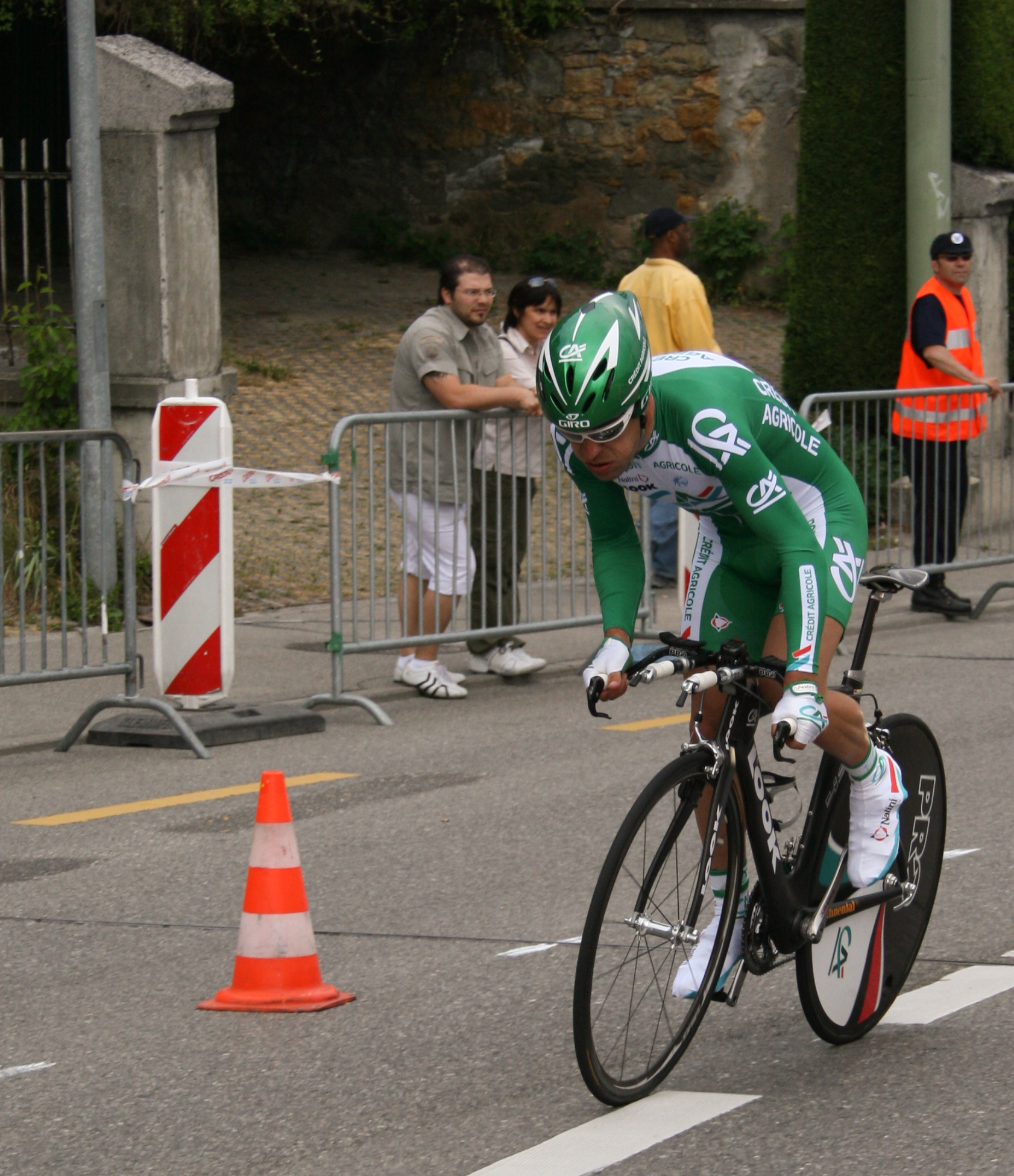
Anthony Charteau durante il Tour de Romandie 2007

Anthony Charteau crebbe nella Vendée U Pays de la Loire, per poi iniziare la carriera da professionista nella società collegata a questa squadra, la Bonjour, nel 2001. Ottenne diversi piazzamenti, terminando quarto al Tour du Doubs del 2003, sesto alla Route du Sud 2004 e ancora quarto al Tour du Finistère 2005. Nello stesso anno conquistò la sua prima vittoria da professionista, vincendo una tappa del Volta Ciclista a Catalunya.
Non selezionato per il Tour de France, lasciò la Bouygues Télécom per la Crédit Agricole nel 2006. Con questa squadra terminò secondo al GP de Plumelec, poi vinse la sua seconda corsa da professionista, La Poly Normande. Nel febbraio del 2007, si impose nella terza tappa del Tour de Langkawi, andando in fuga e terminando con quattro minuti di vantaggio. Vestì la maglia gialla di leader della classifica generale, mantenendola vino al termine della corsa. Dopo il secondo posto alla Parigi-Camembert e il terzo al Tour du Limousin dello stesso anno, passò alla Caisse d'Epargne.
Relegato a un ruolo di gregario, ottenne poche buone performance, ad eccezione del terzo posto alla Paris-Bourges del 2008. Per il 2010 firma con la Bbox Bouygues Telecom. Inizia la stagione vincendo una tappa e la classifica generale de La Tropicale Amissa Bongo, corsa disputata in Gabon.
Il 13 luglio, durante la tappa del Tour de France, da Morzine a Saint-Jean-de-Maurienne, passa per primo sul Colle della Madeleine e indossa la maglia a pois di miglior scalatore. Al termine della diciassettesima frazione, l'ultima di montagna, rimane in testa alla speciale classifica, assicurandosi la vittoria finale della classifica scalatori.
Si ritira al termine della stagione 2013.

## Palmarès
- 2005 (Bouygues Télécom, una vittoria)

6ª tappa Volta Ciclista a Catalunya (Llívia > Pallejà)
- 2006 (Crédit Agricole, una vittoria)

La Poly Normande
- 2007 (Crédit Agricole, due vittorie)

3ª tappa Tour de Langkawi
Classifica generale Tour de Langkawi
- 2010 (Bbox Bouygues Telecom, due vittorie)

4ª tappa La Tropicale Amissa Bongo
Classifica generale La Tropicale Amissa Bongo
- 2011 (Team Europcar, due vittorie)

Classifica generale La Tropicale Amissa Bongo
2ª tappa Route du Sud (Cauterets)
- 2012 (Team Europcar, una vittoria)

Classifica generale La Tropicale Amissa Bongo
- 2013 (Team Europcar, una vittoria)

4ª tappa Tour de Normandie

### Altri successi
- 2009 (Caisse d'Epargne)

2ª tappa Tour Méditerranéen (cronosquadre)
- 2010 (Bbox Bouygues Telecom)

Classifica scalatori Tour de France
Criterium de Camors

## Piazzamenti

### Grandi Giri
- Tour de France

2004: 103º
2006: 114º
2007: 136º
2010: 44º
2011: 52º
- Giro d'Italia

2009: 74º
2010: ritirato (10ª tappa)
- Vuelta a España

2005: 104º
2006: ritirato (10ª tappa)

### Classiche monumento
- Liegi-Bastogne-Liegi

2013: 108º